# Heterophysa dumetorum
Heterophysa dumetorum là một loài bướm đêm trong họ Noctuidae.